# Michael Claußen
Michael Claußen (* 24. November 1959 in Mannheim; † 10. Mai 2006) war ein deutscher Chemieingenieur und Hochschullehrer.

## Leben und Wirken
Michael Claußen wurde am 24. November 1959 als Sohn von Klaus Walter Claußen (1920–1967) und dessen Ehefrau Anna Gertrud (geborene Lenz; 1922–2004) in Mannheim geboren. Nach seiner allgemeinen Schulausbildung und dem Abschluss seines Wehrdienstes studierte er an der Technischen Universität Clausthal von 1979 bis 1986 Chemie und promovierte hier im Jahr 1989 zum Doktoringenieur (Dr.-Ing.). Im Rahmen seiner Doktorarbeit entwickelte Claußen eine Testapparatur, mit der die Leistungsfähigkeit von Katalysatoren zur Entstickung von Abgasen aus Großfeuerungsanlagen bewertet werden konnte. Seine Promotion verfasste Claußen extern während seiner Tätigkeit am Forschungsinstitut der Didier-Werke in Wiesbaden und wechselte von hier zum Forschungszentrum der Degussa in Hanau. Nachdem er zuletzt das dortige Katalyse-Technikum geleitet hatte, kehrte er 1993 als Abteilungsleiter an die CUTEC GmbH – das spätere Clausthaler Umwelttechnik Forschungszentrum – nach Clausthal-Zellerfeld zurück.
Im März 2001 folgte er dem Ruf auf die Professur für Umwelt- und Sicherheitstechnik an der Fachhochschule Gießen-Friedberg – der späteren Technischen Hochschule Mittelhessen. Etwas mehr als zwei Jahre später kehrte Claußen wieder nach Clausthal-Zellerfeld zurück, wo er mit Wirkungsbereich ab 1. Mai 2003 die Professur für das Fachgebiet der Umweltverfahrenstechnik für mobile Systeme und zugleich die wissenschaftliche Leitung der Abteilung „Chemische Prozesse“ des Clausthaler-Umwelttechnik-Instituts (CUTEC GmbH) übernahm. Für die Wahrnehmung dieser Aufgabe wurde er dauerhaft von der TU Clausthal beurlaubt. Die offizielle Ernennung sowie die Beurlaubung erfolgten durch den damaligen Vizepräsidenten für Forschung und Hochschulentwicklung, Hans-Peter Beck.
Am 10. Mai 2006 starb der verheiratete Claußen unerwartet im Alter von 46 Jahren. Seine Nachfolge an der TU Clausthal trat mit 1. Mai 2007 Andreas Lindermeir an.